# Hetaerininae
Hetaerininae – podrodzina ważek z rodziny świteziankowatych (Calopterygidae). Obejmuje około 65 gatunków.

## Występowanie
Przedstawiciele Hetaerininae zasięgiem ograniczeni są do Ameryki, głównie do krainy neotropikalnej. Niektóre gatunki zasiedlają wyłącznie siedliska leśne, inne zarówno lasy, jak i łąki.

## Systematyka
W 1939 roku Tillyard i Fraser wyróżnili podrodzinę Hetaerininae w obrębie rodziny Agrridae (zsynonimizowanej później z Calopterygidae), zaliczając do niej rodzaje Hetaerina i Mnesarete. W 2006 roku Garrison na podstawie różnic w morfologii wyodrębnił z Mnesarete rodzaje Bryoplathanon i Ormenophlebia. Status podrodziny na podstawie badań filogenetycznych potwierdzili w 2014 roku Dijkstra i współpracownicy, zaliczając doń wszystkie cztery wymienione rodzaje.

### Podział systematyczny
Do podrodziny zaliczane są następujące rodzaje:
- Bryoplathanon Garrison, 2006 – jedynym przedstawicielem jest Bryoplathanon globifer (Hagen in Selys, 1853)
- Hetaerina Hagen, 1853
- Mnesarete Cowley, 1934
- Ormenophlebia Garrison, 2006